# 中国国花园
中国国花园位于河南省洛阳市洛河岸边的洛浦公园内，长2400米，宽524米，占地面积1548亩，是中国最大的牡丹观赏园及自然山水园林。中国国花园建于2001年9月在隋唐古城遗址上建立的，中国国花园内的牡丹涵盖9大色系1000多个品种。